# William Christie (astronom)
William Henry Mahoney Christie, född den 1 oktober 1845 i Woolwich, död den 22 januari 1922, var en engelsk astronom.
Christie blev 1870 assistent vid Greenwichs observatorium och efter Airys avgång 1881 direktör för detsamma samt kunglig astronom. 
Christie erhöll knightvärdighet 1904 och avgick 1910 från direktörsposten vid Greenwichs observatorium. 
Han konstruerade ett spektroskop, ett instrument för bestämmande av stjärnornas färg och ljusstyrka, en registreringsmikrometer, ett polariserande okular för solobservationer med mera.